# Alexander Rahbari
Ali (Alexander) Rahbari (født 26. maj 1948 i Teheran, Iran) er en iransk komponist, violinist, dirigent og rektor.
Rahabari studerede komposition og violin på Det Nationale Persiske Musikkonservatorium i Teheran. Han fik tildelt et stipendium fra den iranske regering, og flyttede til Østrig, hvor han studerede komposition hos bl.a. Gottfried von Einem på Musikkonservatoriet i Wien. Han har arbejdet og dirigeret 120 forskellige Symfoniorkestre i Europa gennem tiden, herunder bla. Berliner Filharmonikerne. Rahabari har skrevet en symfoni, orkesterværker, kammermusik, koncertmusik etc. efter sin hjemkomst til Iran, var han rektor på Det Nationale Persiske Musikkonservatorium og på Musikkonservatoriet i Teheran.

## Udvalgte værker
- Symfoni nr. 1 "Nohe Kahn" (1967-1972) - for violin og orkester
- Persisk mystik - (over G)(1969) - for orkester
- Musik for menneskerettigheder (1980) - for orkester
- Beirut (1985) - for fløjteensemble
- Min moder Persien (Syv Symfoniske digtninge) (2017-2018) - for orkester
- Persisk blod (19?) - for strygekvartet